# Obscenitate
Obscenitatea (din latină obscenitas, -atis, prin franceză obscénité) este o conduită având tendința să corupă moralul public prin indecență sau desfrâu.
Termenul se poate referi la gesturi, cuvinte, atitudini, nerușinate, triviale, indecente, vulgare, sau pornografice.